# Benjamin McMurray
Benjamin McMurray (ur. 24 lutego 1962) – filipiński judoka. Olimpijczyk z Seulu 1988, gdzie zajął dziewiąte miejsce w wadze ciężkiej. 

## Letnie Igrzyska Olimpijskie 1988
| Konkurencja | Eliminacje          | Repasaże                 | Klas. końcowa |
| Konkurencja | Przeciwnik I        | Przeciwnik I             | Miejsce       |
| ----------- | ------------------- | ------------------------ | ------------- |
| +95 kg      | Henry Stöhr (GDR) P | István Dubovszky (HUN) P | 9.            |